# Irena Szydłowska

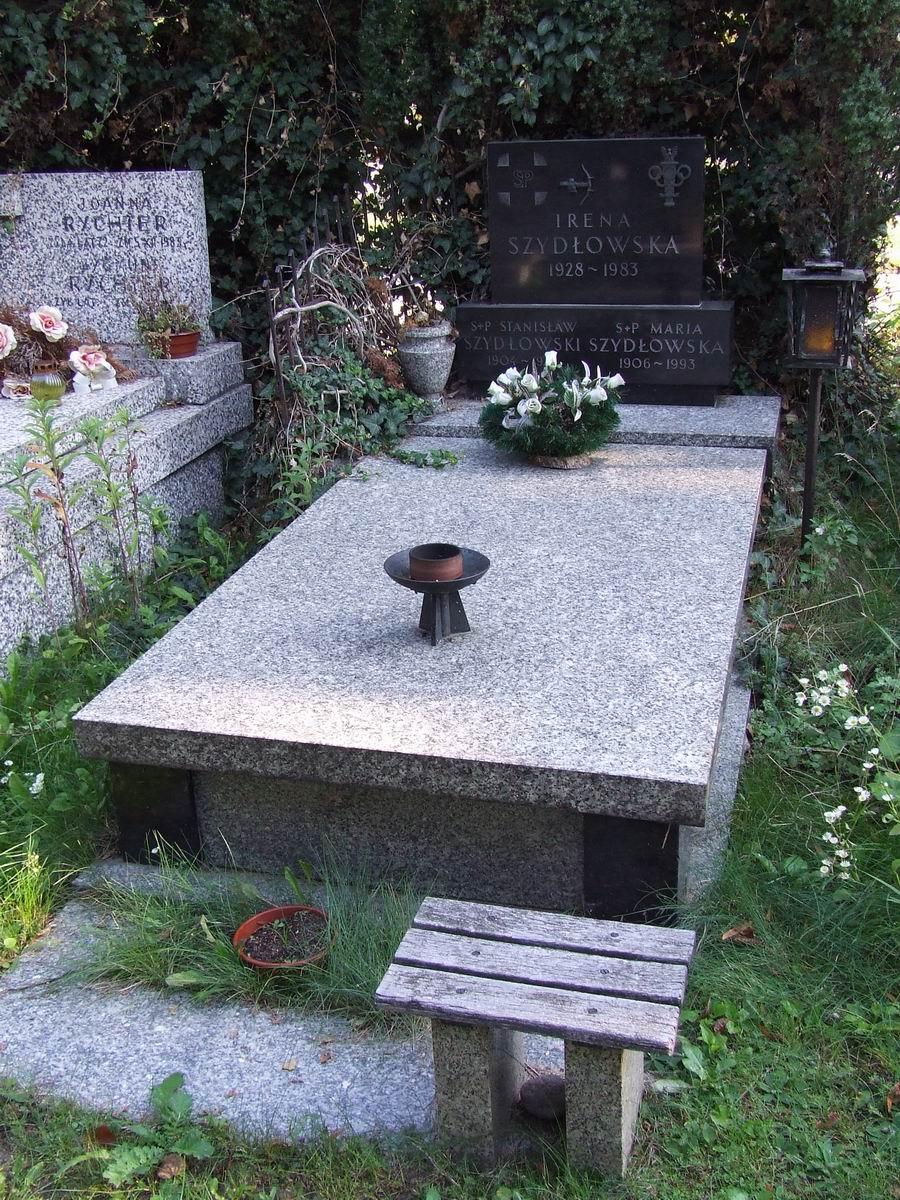
Grób Ireny Szydłowskiej na Cmentarzu Komunalnym Północnym w Warszawie

Irena Szydłowska (ur. 28 stycznia 1928 we Lwowie, zm. 14 sierpnia 1983 w Warszawie) – polska łuczniczka, trenerka, działaczka sportowa, olimpijka z Monachium i Montrealu. 

## Życiorys
Córka Stanisława, sędziego i działacza piłkarskiego.
Podczas wojny przebywała w Warszawie, gdzie była m.in. członkinią Szarych Szeregów. Ukończyła Gimnazjum im. Tadeusza Reytana w Warszawie oraz w 1959 r. Państwową Szkołę Techniczną (specjalność: technik budowlany). Na początku jej zainteresowania sportowe były związane z pływaniem, m.in. brała udział w Akademickich Mistrzostwach Polski we Wrocławiu. Następnie uprawiała siatkówkę, szybownictwo (Gostynin, Stara Miłosna) i wioślarstwo (jej trenerem był olimpijczyk Edward Kobyliński).
Jako łuczniczka była zawodniczką takich klubów sportowych jak: Syrena Warszawa (1959–1967), Marymont i Drukarz Warszawa (1968–1974) oraz Społem Łódź (1975–1978). Jej trenerami byli: Feliks Żbikowski i Tadeusz Purzycki.
W 1971 przeszła operację ręki w szpitalu przy ul. Barskiej w Warszawie. Spowodowało to, iż przez pierwsze cztery miesiące 1972 nie trenowała. Następnie zajęła dopiero 5. miejsce na Mistrzostwach Polski. Na igrzyska olimpijskie do Monachium pojechała dzięki zaufaniu, jakim obdarzył ją trener kadry Tadeusz Purzycki. 10 września 1972 zdobyła srebrny medal olimpijski. Po zakończeniu kariery sportowej działała w klubie sportowym Drukarz Warszawa oraz w PKOl.
W 1966 została uhonorowana tytułem Mistrzyni Sportu. W 1972 została odznaczona Krzyżem Kawalerskim Orderu Odrodzenia Polski.
Cztery razy otrzymała złoty Medal „Za Wybitne Osiągnięcia Sportowe”.
Od 1984 roku w Warszawie rozgrywany jest międzynarodowy Memoriał Ireny Szydłowskiej.

## Osiągnięcia sportowe
- 1963 – złoty medal Mistrzostw Polski (wielobój indywidualny);
- 1964 – złoty medal Mistrzostw Polski (wielobój indywidualny);
- 1966 – złoty medal Mistrzostw Polski (wielobój indywidualny);
- 1967 – brązowy medal Mistrzostw Świata, Amersfoort (2x70 m);
- 1967 – brązowy medal Mistrzostw Świata, Amersfoort (indywidualnie);
- 1967 – złoty medal Mistrzostw Świata, Amersfoort (drużynowo);
- 1970 – złoty medal Mistrzostw Polski (wielobój indywidualny);
- 1970 – srebrny medal Mistrzostw Europy, Hradec Králové (drużynowo);
- 1971 – złoty medal Mistrzostw Świata, York (drużynowo);
- 1972 – 2. miejsce podczas Igrzysk Olimpijskich w Monachium (4-bój indywidualny);
- 1976 – 20. miejsce podczas Igrzysk Olimpijskich w Montrealu (4-bój indywidualny).

Sześciokrotnie ustanawiała rekordy świata:
- 1970 – 60 m: 317 pkt.;
- 1971 – indywidualnie: 1229 pkt.;
- 1971 – dwa razy drużynowo: do 3518 pkt.;
- 1971 – dwa razy drużynowo: do 6907 pkt.